# 아치나나나구

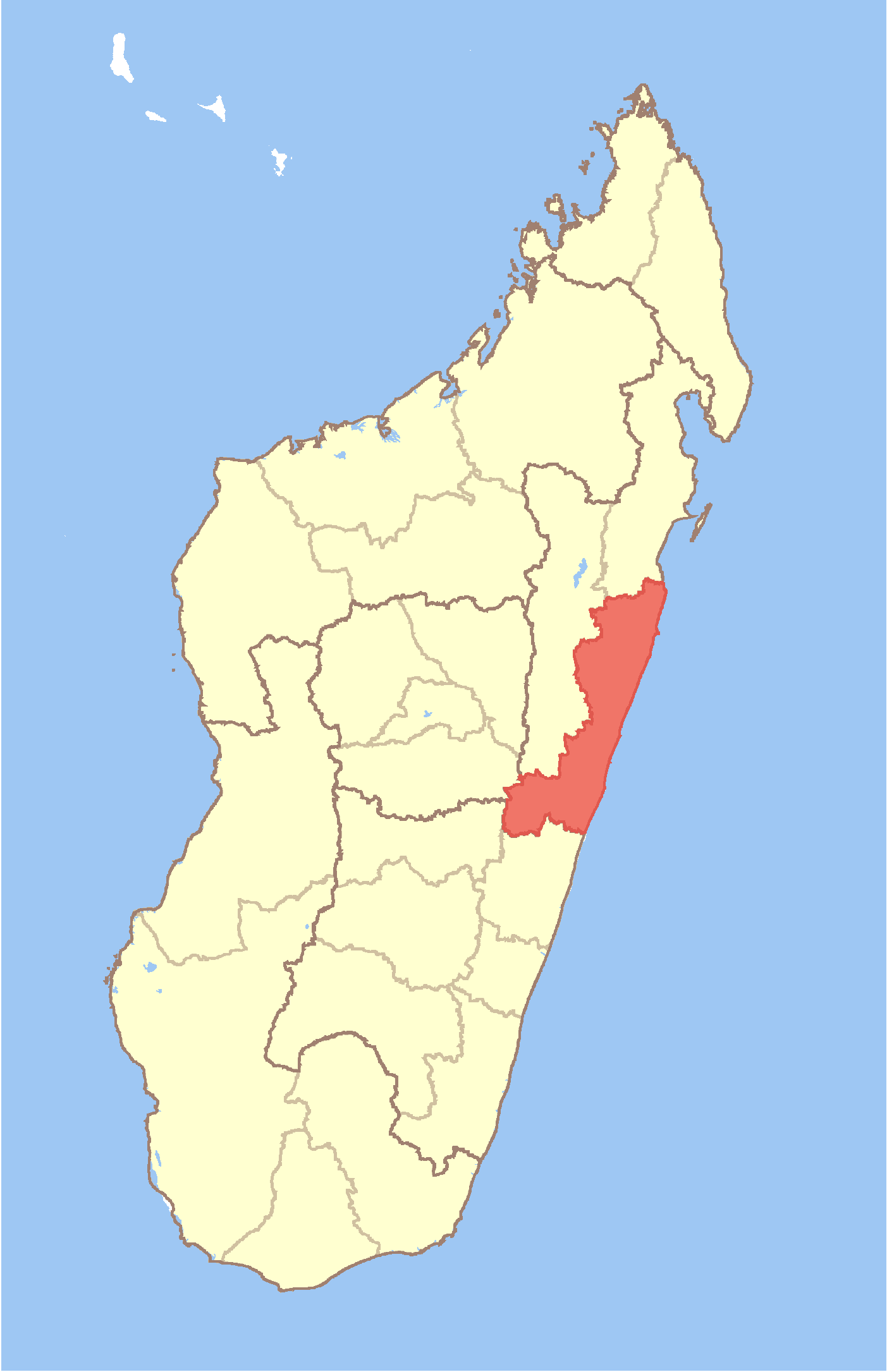
아치나나나 구의 위치

아치나나나구(말라가시어: Atsinanana)는 마다가스카르 동부에 위치한 구로 행정 중심지는 토아마시나이며 면적은 21,934km2, 인구는 1,117,100명(2004년 기준)이다. 북쪽으로는 아날란지로포 구, 서쪽으로는 알라오트라망고로 구, 남서쪽으로는 바키낭카라트라 구와 아모로니마니아 구, 남쪽으로는 바토바비피토비나니 구와 접한다. 7개 현을 관할한다.